# Нільс Сунд
Нільс Густав Сунд (швед. Nils Gustaf Sundh; 16 жовтня 1898 року, Стокгольм — 25 жовтня 1969 року, Веллінгбю) — шведський стрибун на лижах з трампліна. Учасник Перших Зимових Олімпійських ігор.

## Кар'єра
Нільс Сунд народився у Стокгольмі та виступав за лижне відділення клубу Юргорден ІФ. У 1924 році Нільс Сунд представляв Швецію на перших в історії зимових Олімпійських іграх у французькому місті Шамоні. На відміну від більшості інших спортсменів, які виступали у кількох видах спорту, Нільс взяв участь тільки у стрибках з трампліна. У стрибках з трампліна Сунд посів дванадцяте місце, на 0,011 бала поступившись фінському спортсмену Суло Яяскеляйнену.

## Цікаві факти
Нільс Сунд став одним з персонажів роману «Flickan som snavade på guldet och andra detektivberättelser» шведського письменника Стіга Трентера.